# كليف ويلي
كليف ويلي (بالإنجليزية: Cliff Wiley)‏ هو عداء سريع أمريكي، ولد في 21 مايو 1955.

## وصلات خارجية
- كليف ويلي على موقع الاتحاد الدولي لألعاب القوى (الإنجليزية)